# Tina (instrumento musical)
A tina é um instrumento musical originário da Guiné-Bissau.,  mais precisamente um idiofone percutido.
Também conhecido por sikó ou por tambor de água, o instrumento é constituído por um recipiente cilíndrico, quase cheio de água, onde se encontra a boiar uma cabaça oca. É tocado batendo com a palma da mão na cabaça, produzindo um som grave, de grande intensidade. É utilizado sobretudo no género musical gumbé, onde desempenha o papel de marcar o baixo da secção rítmica, similar ao papel de um bombo na orquestra.